# Rudy Youngblood
Rudy Youngblood, bekannt unter dem Namen Tee-Dee-Nae (dt.: „Starker Junge“), (* 21. September 1982 in Belton, Texas, USA; als Rudy Nathaniel Jamal Gonzalez) ist ein US-amerikanischer Schauspieler, Tänzer, Powwow-Sänger und Künstler, der von den Comanche, Cree und Yaqui-Indianern abstammt.
Rudy Youngblood wuchs mit seinen zwei jüngeren Schwestern in Belton, einer Kleinstadt in Texas, sowie in Washington und Arizona auf und musste schon früh zum Lebensunterhalt der Familie beitragen, indem er Aushilfstätigkeiten wahrnahm. Als begeisterter Sportler geht er, neben dem Reiten, dem Boxen und dem Cross-Country-Lauf, vor allem der Kunstmalerei nach und fertigt in diesem Zusammenhang Öl- und Acrylbilder, aber auch Pastellzeichnungen und Kreidearbeiten an. Als Nachkomme einst mächtiger Indianervölker versucht er heute deren Erbe zu bewahren, indem er die Traditionen seines Volkes pflegt und diese auch einem breiteren Publikum darbietet. So bereiste er als Powwow-Sänger und Tänzer der Peter Buffet Multimedia Formation Spirit - The Seventh Fire, die auch verfilmt wurde, die Vereinigten Staaten, Kanada und gab auch diverse Gastauftritte im Ausland. Des Weiteren war er mit dem Native American Dance Theatre und den Original Navajo Code Talkers auf Tournee, ehe er im Oktober 2005 die Hauptrolle „Pranke des Jaguar“ in Mel Gibsons Film Apocalypto bekam. Die fast einjährigen Dreharbeiten zu seinem Debütfilm, die vorwiegend in Mexiko entstanden, machten ihn international bekannt.

## Filmografie
- 2005: Spirit: The Seventh Fire
- 2006: Apocalypto
- 2010: Beatdown
- 2015: Wind Walkers
- 2016: Crossing Point